# Bayard (mini-série)
Pour les articles homonymes, voir Bayard.
Bayard ou Le Chevalier Bayard est un feuilleton télévisé français en 13 épisodes de 25 minutes, en noir et blanc, réalisé par Claude Pierson, sur la base des scénarios et dialogues écrits par Daniel Martin. Cette série a été diffusée du 16 janvier au 9 avril 1964 sur RTF Télévision. Le tournage, réalisé pour l'essentiel dans le Lot, a débuté le 30 mai 1963 pour s'achever fin septembre 1963. L'équipe de tournage était basé à Saint Céré. Les châteaux de Castelnau, de Loubressac et le château de Gaillot de Ginoulhac ont notamment servi de décors.
Au Québec, le feuilleton a été diffusé à partir du 20 octobre 1964 à la Télévision de Radio-Canada.

## Synopsis
À la fin du XVe siècle et au début du suivant, les hauts faits du Chevalier sans Peur et sans Reproche, Bayard, fidèle capitaine des rois Charles VIII, Louis XII et François Ier.

## Distribution
- René Roussel : Bayard
- Victor Lanoux : Bellabre
- Bernard La Jarrige : Abbé d'Aynay
- Philippe Drancy : Charles VIII
- Anne Tonietti : Blanche de Savoie
- Catherine Diamant : Julia
- Michel Forain : Georges
- Yvonne Monlaur : Bernadine
- Dominique Valensi : Ghislaine de Pontcharra
- Thérèse Godon : Dame Hélène
- Jacques Monod : Monseigneur Alleman
- Georges Beauvilliers : Jacques Greysin
- Paul Bonifas : Aymon Terrail
- Bernard Murat : Coligny
- François Nocher : Miolans
- Gamil Ratib : Sottomayor
- Jean-Pierre Kalfon : Caretti

## Fiche technique
- Musique originale : Charles Dumont

## Épisodes
1. L'Ours
2. L'Épreuve
3. Piquet le page
4. Le Message
5. Le Tournoi de Vauldray
6. La Provocation
7. Une affaire criminelle
8. Le Manchon
9. Ludovic le More
10. Les Révoltés de Voghera
11. Le Duel
12. Le Trésorier espagnol
13. Le Pont de Garigliano

## Hommages
Sauf coïncidence extraordinaire, il semblerait que le rôle de Gérard Jugnot dans le film Sans peur et sans reproche, lui aussi inspiré du personnage historique, soit un clin d’œil à la série télévisée. Comme l'écuyer interprété par Victor Lanoux, le personnage que Jugnot incarne se nomme Bellabre et est une invention originale. Cependant, dans Sans peur et sans reproche, les rangs sont inversés, puisque Bellabre est chevalier, tandis que Bayard commence sa carrière comme écuyer.